# Sdružení obcí regionu Most-Jih
Sdružení obcí regionu Most-Jih je dobrovolný svazek obcí v okresu Most a okresu Chomutov, jeho sídlem je Lišnice a jeho cílem je podpora hospodářského a sociálního rozvoje daného regionu, řešení vznikajících problémů, realizace společných i individuálních projektů. Sdružuje celkem 7 obcí a byl založen v roce 2001.

## Členové mikroregionu
- Bečov
- Havraň
- Lišnice
- Malé Březno
- Polerady
- Strupčice
- Volevčice

## Vznik mikroregionu
Sdružení obcí vzniklo dne 9. 11. 1999, kdy starostové šesti obcí podepsali smlouvu a stanovy. Zakládajícími členy byly obce Malé Březno, Havraň, Lišnice, Polerady, Volevčice a Bečov, jejichž katastrální území tvoří jižní hranici okresu Most. Tím byl dán i název sdružení, který odkazuje na jejich geografickou polohu.
Sdružení se v dubnu roku 2001 transformovalo na dobrovolný svazek obcí v souladu se zákonem č. 128/2000 Sb. o obcích. Mikroregion se rovněž rozšířil o obec Strupčice, která se nachází v jihovýchodní části okresu Chomutov.

## Účel mikroregionu
Mikroregion vznikl pro zviditelnění obcí ve vztahu k nově vzniklým krajům a pro snazší řešení problémů s rozvojem tohoto území. Obce musejí řešit především úbytek obyvatelstva. Za finanční podpory Evropské unie byla zpracována Strategie rozvoje mikroregionu Most-jih. Ta tvoří základ pro plánování dalšího rozvoje obcí v oblasti infrastruktury, výstavby a obnovy bytového fondu, podpory podnikatelských aktivit, tvorby nových pracovních příležitostí, dopravy, podpory sportovního a kulturního vyžití apod.
V rámci Evropského sociálního fondu byly dosud realizovány dva projekty: Nastartování podpory aktivní politiky zaměstnanosti v mikroregionu Most - Jih (doba realizace 1. 8. 2005 – 31. 7. 2007) a Mikroregion Most-Jih - Druhá šance pro nezaměstnané (doba realizace 1. 11. 2006 – 30. 6. 2008).